# Baiami storeniformis
Baiami storeniformis là một loài nhện trong họ Stiphidiidae.
Loài này thuộc chi Baiami. Baiami storeniformis được Eugène Simon miêu tả năm 1908.